# Mirorictus taningi
Mirorictus taningi är en fiskart som beskrevs av Parr, 1947. Mirorictus taningi ingår i släktet Mirorictus och familjen Platytroctidae. Inga underarter finns listade i Catalogue of Life.